# Austronanus aucklandensis
Austronanus aucklandensis är en kräftdjursart som beskrevs av Just och Wilson 2006. Austronanus aucklandensis ingår i släktet Austronanus och familjen Paramunnidae. Inga underarter finns listade i Catalogue of Life.